# 김천 청암사 보광전
김천 청암사 보광전(金泉 靑巖寺 普光殿)은 대한민국 경상북도 김천시 증산면 청암사에 있는 건축물이다. 1994년 4월 16일 경상북도의 문화재자료 제288호로 지정되었다.

## 개요
청암사는 통일신라 헌안왕 2년(858)에 도선이 세운 뒤 여러 차례 고쳐 지은 절이다.
보광전을 지은 것에 대한 기록은 없으나 조선 정조 6년(1782)에 고쳐 세운 기록이 있어 그 이전부터 존재한 것을 알 수 있다. 또한 이에 앞서 숙종 15년(1689) 인현왕후가 장희빈 때문에 폐위되어 이곳 청암사 극락전에 은거하였는데, 이 때 극락전 서쪽에 인현황후의 복위를 빌기 위해 보광전을 세웠다는 설도 있다. 그 뒤 광무 9년(1905)에 다시 세웠으나 1911년 화재로 소실되었고 이듬해 다시 지어 오늘에 이르고 있다.
앞면 3칸·옆면 2칸 규모이며 지붕 처마를 받치기 위해 장식하여 만든 공포는 기둥 위와 기둥 사이에도 있는 다포 양식과 새 날개 모양으로 짠 익공 양식을 같이 보이고 있다. 안에는 42수의 관음보살을 모시고 있고 벽면에 산신도(山神圖), 독성도(獨聖圖), 신상도(神像圖) 등이 걸려 있으며 상벽에는 불화를 그려 놓았다.
현존하는 전통 건축 가운데 드문 절충식 구성법을 보이고 있어 절 건축 연구에 중요한 자료가 된다.

## 같이 보기
- 청암사

## 참고 자료
- 청암사보광전 - 국가유산청 국가유산포털